# Amphidraus
Amphidraus is een geslacht van spinnen uit de familie springspinnen (Salticidae).

## Soorten
De volgende soorten zijn bij het geslacht ingedeeld:
- Amphidraus argentinensis Galiano, 1997
- Amphidraus auriga Simon, 1900
- Amphidraus duckei Galiano, 1967
- Amphidraus santanae Galiano, 1967